# Richard Bass
Richard Daniel „Dick“ Bass (21. prosince 1929 – 26. července 2015) byl americký horolezec a podnikatel. Byl vlastníkem rančů v Texasu. Rovněž byl horolezcem a jako vůbec první člověk vystoupil na nejvyšší vrcholy všech kontinentů, čímž zdolal tzv. Korunu planety. V době svého výstupu na Mount Everest v roce 1985 byl nejstarší osobou, které se podařilo vystoupit na tuto horu (později byl překonán). Byl vlastníkem několika lyžařských areálů. Byl třikrát ženatý, jeho první ženou byla Rita Crocker, druhou Marian Martin a třetí Alice Wosham.